# Опсада Цингтаоа
Опсада Цингтоа (или Цингтау) је био напад Јапана и Уједињеног Краљевства на немачку луку Цингтао (данас Ћингдао) у Кини током Првог светског рата. Опсада је вођена против царске Немачке између 27. августа и 7. новембра 1914. Опсада је била први сусрет јапанских и немачких снага, прва англо-јапанска операција у рату и једина велика копнена битка на азијско-пацифичком театру током Првог светског рата.

## Позадина
Током касног 19. и почетка 20. века, Немачка се придружила другим европским силама у борби за колонијалне поседе. Као и код других светских сила (укључујући Сједињене Државе и Јапан), Немачка је почела да се меша у кинеска локална питања. Након што су два немачка мисионара убијена у инциденту Џује 1897. године, Кина је била принуђена да пристане на концесију залива Цијатшоу у Шантунгу (данас Шандонг) Немачкој 1898. на 99-годишњи закуп. Немачка је тада почела да афирмише свој утицај у остатку провинције и изградила град и луку Цингтао, који је постао база немачке источноазијске ескадриле маринаца Кајзерличе (Немачка морнарица), која је деловала као подршка немачким колонијама у Тихом океану. Британија је са сумњом посматрала немачко присуство у Кини и закупила је Веихаивеј, такође у Шантунгу, као поморску луку и станицу за угаљ. Русија је закупила сопствену станицу у Порт Артуру, а Француска у Кванг-Чоу-Вану. Британија је такође почела да ствара блиске везе са Јапаном, а дипломатски односи су постали ближи, потписивањем Англо-јапанског савеза 30. јануара 1902. Јапан је на савез гледао као на неопходно средство одвраћања од свог главног ривала, Русије. Јапан је показао свој потенцијал победом у руско-јапанском рату 1904–1905, а алијанса се наставила у Првом светском рату.
Када је у августу 1914. почео рат у Европи, Британија је одмах затражила помоћ Јапана. Јапан је 15. августа издао ултиматум, наводећи да Немачка мора повући своје ратне бродове из кинеских и јапанских вода и пренети контролу над својом луком Цингтао на Јапан. Следећег дана, генерал-мајор Мицуми Камио, генерални командант (ГОЦ), 18. пешадијске дивизије, добио је наређење да се припреми да силом заузме Цингтао. Ултиматум је истекао 23. августа, а Јапан је објавио рат Немачкој. На почетку непријатељстава, бродови Источноазијске ескадриле под командом вицеадмирала Максимилијана фон Шпеа распршени су по разним пацифичким колонијама на рутинске мисије. Шпеови бродови су се састајали на Северним Маријанским острвима ради прикупљања угља. СМС Емден је потом кренуо ка Индијском океану, док је остатак ескадриле кренуо ка западној обали Јужне Америке. Ескадрила је ангажовала и уништила два застарела брода мале ескадриле Краљевске морнарице у бици код Коронела, пре него што је уништена у бици код Фокландских острва у јужном Атлантику.

## Немачке одбране
Боксерска побуна, почетком века, навела је Немачку да размисли о одбрани Цингтаоа. Луку и град од остатка полуострва делили су стрмим брдима. Главна линија одбране лежала је дуж три брда, планине Молтке, планине Бизмарк и планине Илтис, од Кајзерштула до Лицунер Хајтса. Лево крило је чувала тврђава Молтке, на истоименом брду, са два топа од 9,4 in (24 cm). Највећа ватрена моћ била је концентрисана у четири хаубице од 11 in (28 cm) Форт Бизмарк. На десном крилу, тврђава Илтис је садржала два топа од 9,4 in (24 cm) на врху брда. Друга линија одбране од 17 км постављена је дуж ближе линије стрмих брда. Коначна линија одбране била је дуж брда 200 метара изнад града. Изграђена је мрежа ровова, батерија и других утврђења као припрема за надолазећу опсаду. Немачка је ојачала одбрану са мора постављањем мина на прилазима луци и изградњом четири батерије и пет редута. Утврђења су била добро опремљена (мада нека са застарелом кинеском артиљеријом).